# P.G. Wodehouse
Sir Pelham Grenville Wodehouse, P.G. Wodehouse (15. oktober 1881 i Guildford i Surrey – 14. februar 1975 i Southampton, New York, USA) var en engelsk forfatter. Han er kendt for sine humoristiske romaner om livet i England i 1900-tallets første tiår. Han var berømt for sin humor og sit sprog med mange referencer til Bibelen, filosoffer og forfattere.

## Liv
Wodehouses far var britisk dommer i Hong Kong, men sønnen blev født i Guildford i England under moderens ophold der.
Selv om Wodehouse og hans forfatterskab anses for noget af det mest britiske, man kan forestille sig, levede han en stor del af sit liv uden for Storbritannien, dels i USA fra 1914 til 1934 og dels i Frankrig fra 1934 til 1940. Fra 1955 levede han igen i USA til sin død. I 1934 flyttede Wodehouse til Frankrig for at undgå britisk/amerikansk dobbeltbeskatning af sine indtægter. Da den tyske invasion af Frankrig begyndte den 10. maj 1940, valgte Wodehouse at blive boende i Toquet i det nordvestligste hjørne af Frankrig. Som statsborger fra en fjendtlig nation blev han interneret, først i Belgien og senere i byen Tosk i Øvreschlesien (nu Toszek i Polen). Medens Wodehouse var interneret i Tosk, blev han overtalt til at medvirke i tyske radioudsendelser rettet mod USA, som på det tidspunkt endnu ikke var krigsførende. Dette medførte, at Wodehouse efter afslutningen af 2. Verdenskrig i Storbritannien blev betragtet som tysk kollaboratør, og blev lagt for had af en stor del af den britiske offentlighed. I 1955 valgte han at flytte til USA. Først kort før sin død blev han taget til nåde og blev tildelt den britiske orden OBE (Order of the British Empire).

## Værk
Wodehouse skrev over 90 fortællinger, drejebøger og humoristiske romaner, herunder en hel serie romaner om den naivt-tåbelige engelske adelsmand Bertie Wooster og hans tjener Jeeves samt Blandings Castle-serien om Lord Emsworth og hans præmieso "Kejserinden af Blandings". Stort set alle Wodehouses bøger er oversat til dansk.
Nogle af historierne om Bertie Wooster og Jeeves er blevet filmatiseret med Hugh Laurie som Bertie og Stephen Fry som Jeeves.
Ud over romanerne og fortællingerne skrev Wodehouse også digte, sange og tekster til skuespil.
En fuldstændig oversigt over alle på dansk udkomne bøger af P.G. Wodehouse kan findes på nedenstående hjemmeside.

## Eksterne links
- http://www.sherlockiana.dk/hjemmesider/Ego/wodehouse/pgw%20paa%20dansk/pgw%20paa%20dansk.htm Arkiveret 10. marts 2014 hos  Wayback Machine
- wodehouse.org

1. ↑  Navnet er anført på engelsk og stammer fra Wikidata hvor navnet endnu ikke findes på dansk.
2. ↑  Navnet er anført på engelsk og stammer fra Wikidata hvor navnet endnu ikke findes på dansk.
3. ↑  Navnet er anført på engelsk og stammer fra Wikidata hvor navnet endnu ikke findes på dansk.
4. ↑  Navnet er anført på engelsk og stammer fra Wikidata hvor navnet endnu ikke findes på dansk.
5. ↑  Navnet er anført på engelsk og stammer fra Wikidata hvor navnet endnu ikke findes på dansk.